# Pawły (województwo podlaskie)
Pawły (biał. Паўлы) – wieś w Polsce położona w województwie podlaskim, w powiecie białostockim, w gminie Zabłudów.
W latach 1975–1998 miejscowość położona była w województwie białostockim.
Wieś w 2021 roku zamieszkiwało 139 osób.

## Historia

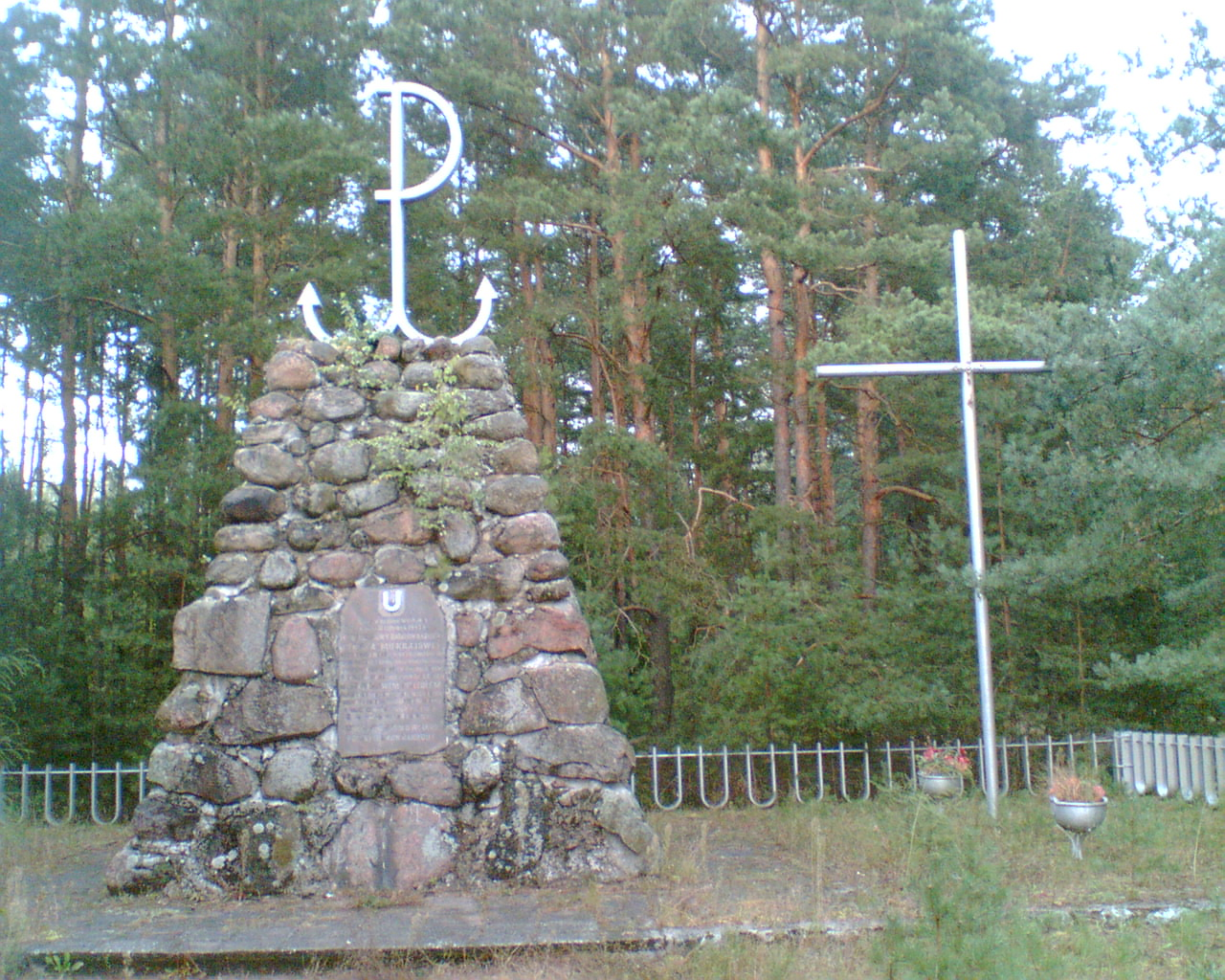
Pomnik ku czci poległych w walce z niemieckim najeźdzcą

Wieś powstała około 1540 i początkowo nosiła nazwę Pawłowicze.
Według Pierwszego Powszechnego Spisu Ludności, przeprowadzonego w 1921 r., wieś Pawły liczyła łącznie 42 domostwa i zamieszkiwana była przez 258 osób (132 kobiety i 126 mężczyzn). Wszyscy mieszkańcy miejscowości zadeklarowali wówczas białoruską przynależność narodową oraz wyznanie prawosławne. We wspomnianym czasie Pawły znajdowały się w gminie Narew w powiecie bielskim.
W odległym o 2 km uroczysku Sołowiany 11 czerwca 1943 (według innych źródeł 13 czerwca) miała miejsce bitwa pomiędzy partyzantami AK a Niemcami.

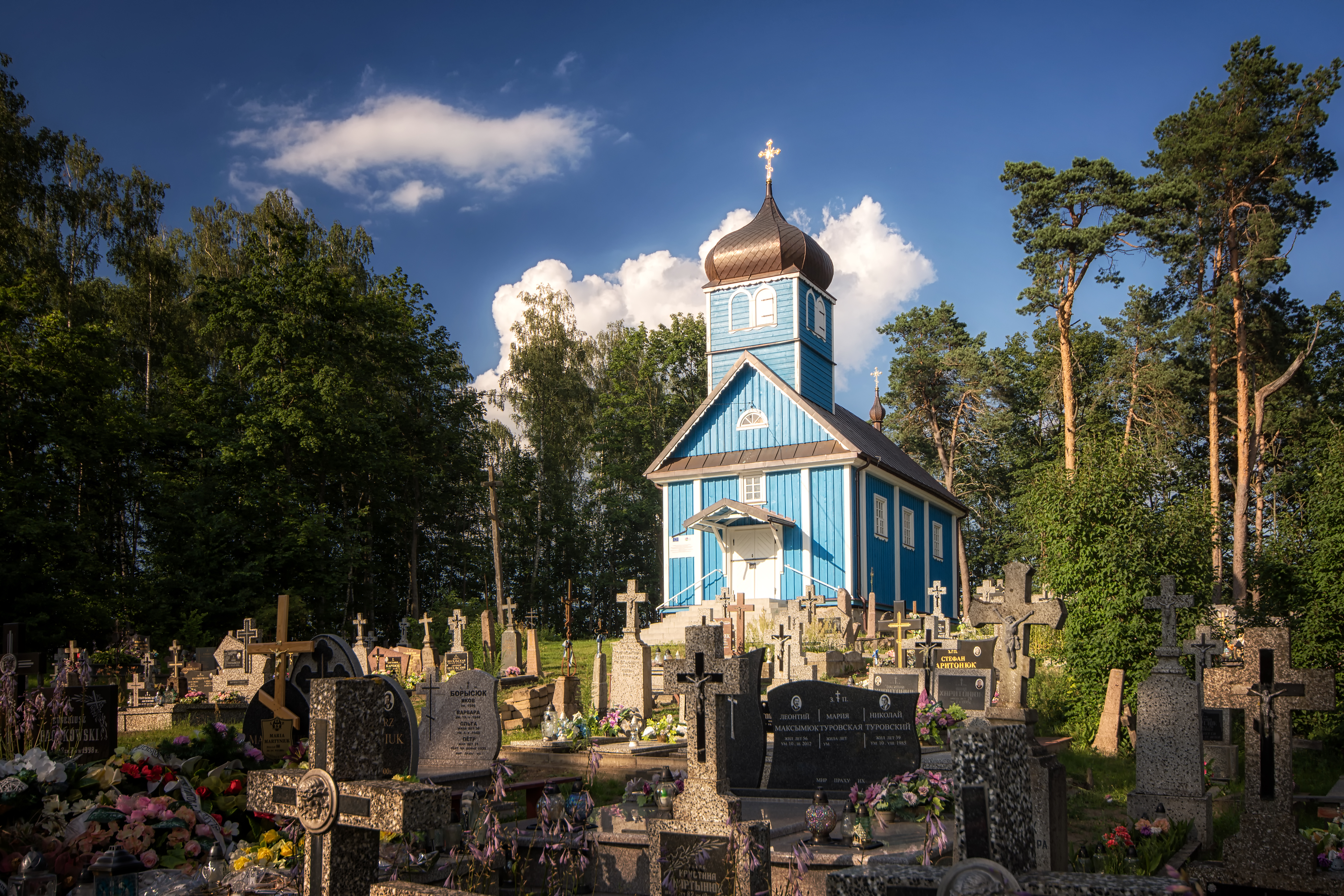
Cerkiew cmentarna pod wezwaniem św. Apostoła Jana Teologa

## Zabytki
- cerkiew cmentarna pod wezwaniem św. Apostoła Jana Teologa z 1824 r., należąca do parafii w Rybołach, nr rej.: 237 z 26.10.1966[10].

## Inne
W Pawłach rokrocznie odbywa się uroczysty tradycyjny obchód (procesja) wsi z udziałem duchowieństwa prawosławnego w dniu święta św. Jana Teologa (21 maja według starego stylu).
W strukturach administracyjnych Cerkwi Prawosławnej w Polsce wieś podlega parafii pw. Świętych Kosmy i Damiana w pobliskich Rybołach.
W noc z 19 na 20 lipca 2015 r. przez wieś Pawły i jej najbliższe okolice przeszła potężna nawałnica wyrządzając przy tym ogromne spustoszenia. Wiatr wiejący z prędkością ponad 100 km/h powalił wiele drzew oraz poważnie uszkodził pokaźną liczbę budynków mieszkalnych i gospodarczych, a intensywne opady spowodowały lokalne podtopienia.
W 2016 r. w Pawłach kręcono film pt. Dziura w głowie w reżyserii Piotra Subbotki, w którym główna rolę grał Bartłomiej Topa.